# Jean Angelo

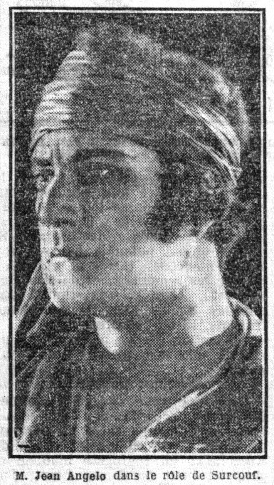
Jean Angelo im Film Surcouf (1924)

Jean Angelo (eigentlich Jean Jacques Barthélémy; * 17. Mai 1875 in Paris; † 26. November, nach anderen Angaben 11. November, 1933 ebenda) war ein französischer Schauspieler, hauptsächlich der Stummfilmzeit.

## Leben
1903 begann er am Theater von Sarah Bernhardt zu arbeiten und war ab 1908 auch beim Film tätig. Er spielte in den so genannten Film d’Art Die Ermordung des Herzogs von Guise (1908) und Königin Elisabeth (1912). Letzterer wurde auch in den USA ein Publikumserfolg. Zu den bekanntesten Rollen von Jean Angelo gehört die des Hauptmanns Morhange aus L’Atlantide, den er sowohl in Jacques Feyders Stummfilm aus dem Jahre 1921 als auch in der französischen Tonfilmversion von Georg Wilhelm Pabst aus dem Jahre 1933 verkörperte. Weitere Höhepunkte seines Schaffens sind Nana (1926) von Jean Renoir und unter der Regie von Henri Fescourt die Titelrolle in der Großproduktion Der Graf von Monte Christo (1928/29) nach dem gleichnamigen Roman von Alexandre Dumas.

## Filmografie (Auswahl)
- 1908: Le trouvère
- 1908: Salomé
- 1908: La fille du contrebandier
- 1908: Die Ermordung des Herzogs von Guise
- 1909: La légende du violoneux
- 1909: Vengeance corse
- 1909: Ordre du roy
- 1909: La laide, conte hindou
- 1911: Notre-Dame de Paris
- 1912: Königin Elisabeth von England
- 1912: Menschen unter Menschen (Les Misérables)
- 1921: Die Herrin von Atlantis (L’Atlantide)
- 1924: Hotel Potemkin
- 1926: Nana
- 1928: Der Fall des Staatsanwalts M …
- 1929: Der Graf von Monte Christo (Monte Cristo)
- 1933: Trois balles dans la peau
- 1933: Colomba
- 1932: Le triangle de feu
- 1932: L’Atlantide
- 1932: Sergeant X – Das Geheimnis des Fremdenlegionärs
- 1933: Colomba